# Jasunori Mijabe
Jasunori Mijabe (japonsky 宮部保範, Mijabe Jasunori; * 5. listopadu 1966 Tokio) je bývalý japonský rychlobruslař.
Ve Světovém poháru poprvé startoval v roce 1990. Zúčastnil se Zimních olympijských her 1992 (500 m – 5. místo, 1000 m – 19. místo) a 1994 (500 m – 9. místo). Na Mistrovství světa ve sprintu 1993 získal stříbrnou medaili, další cenný kov, bronz, vybojoval na sprinterském světovém šampionátu 1995. Sportovní kariéru ukončil na konci roku 1998.
Jeho bratrem je bývalý rychlobruslař Jukinori Mijabe.